# Olla (Tongefäß)

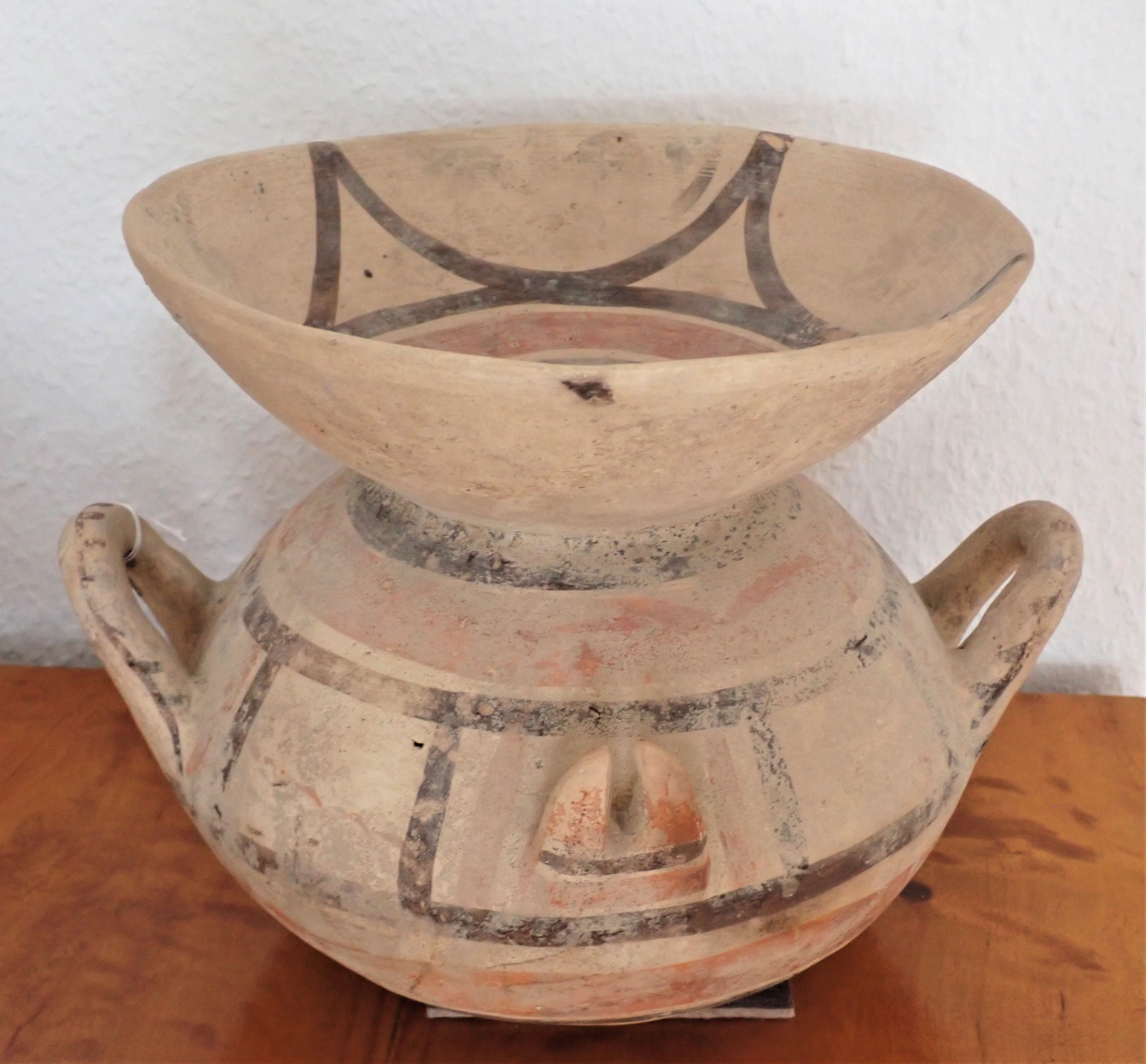
Bichrome daunische Olla, subgeometrisch II (550–450 v. Chr.), 21,6 cm hoch

Eine Olla [ˈoʎa] ist ein poröser, unglasierter Krug aus einfach gebranntem Ton (Terrakotta), der zur Bewässerung von Plantagen und Gärten im Boden eingegraben wird. Sie dient den Kulturpflanzen in Trockenzeiten als Wasserspeicher. Olla ist das spanische Wort für Topf. Gelegentlich ist auch die Schreibweise Oya zu finden.

## Geschichte
Das Verfahren wurde früher vorwiegend in Wüstengebieten zur Bewässerung von Gärten eingesetzt. Die Form der Ollas erinnert teilweise an antike Amphoren. Da Ollas tief in den Boden eingegraben werden, benötigen sie keine Standfüße und deshalb sind die für Bewässerungssysteme konstruierten Ollas am unteren Ende meist rund oder spitz zulaufend. Ein erster schriftlicher Nachweis über die Anwendung dieses Bewässerungsverfahrens vor mehr als 2000 Jahren in China wurde im Buch The Book of Fan Shengzhi gefunden. Seit 1978 wird das Verfahren (englisch clay pot irrigation) in Brasilien angewandt. Im Vergleich mit konventionellen Bewässerungsmethoden können mit Hilfe der Olla-Bewässerung etwa fünfzig bis siebzig Prozent Wasser eingespart werden.

## Im Hausgarten
Auch in europäischen Hausgärten wirkt die Olla wassersparend. Dazu werden beispielsweise zwei niedrig gebrannte einfache Ton-Blumentöpfe am breiten Rand aufeinandergestülpt und mit einer Kerzenwachs-Wulst verklebt. Das Bodenloch des unteren Topfes wird mit Wachs zugeklebt. Die Konstruktion wird sorgfältig eingegraben (nur der Boden des oberen Topfes schaut heraus). Durch das Loch des oberen Topfes wird die Olla alle paar Tage mit Wasser gefüllt.